# Listă de bizantiniști
Pagina de față include pe cei care s-au ocupat sau se ocupă de lumea bizantină, în multiplele sale aspecte (istorie politică, socială, culturală, ecleziastică, literară etc.).

## A
- Helene Ahrweiler
- Dimităr Angelov
- Michael Angold

## B
- Nicolae Bănescu
- Hans-Georg Beck
- Charles Brand
- Gheorghe Brătianu
- Louis Bréhier
- Stelian Brezeanu
- Robert Browning

## C
- Averil Cameron
- Marc Carrier
- Guglielmo Cavallo
- Peter Charanis

## D
- Gilbert Dagron
- Otto Demus
- Peter Dennis
- Charles Diehl
- Franz Dolger
- Francis Dvornik

## G
- Christian Gastgeber
- Deno John Geanakoplos
- Edward Gibbon
- Henri Gregoire
- Timothy Gregory
- Petre Guran

## H
- John Haldon
- Oskar Halecki
- Paul Halsall
- Jonathan Harris
- Judith Herrin

## I
- Herbert Hunger
- Nicolae Iorga
- Johannes Irmscher

## J
- David Jacoby
- Romilly Jenkins

## K
- Serghei Karpov
- Alexander Kazhdan
- Karl Krumbacher

## L
- Angeliki Laiou
- Paul Lemerle
- Ralph-Johannes Lilie

## M
- Paul Magdalino
- Cyril Mango
- John Meyendorff, unul din marii teologi și scriitori ortodocși ai secolului al XX-lea[1]

- Gyula Moravcsik
- Dan Ioan Mureșan

## N
- Nevra Necipoglu
- Donald Nicol
- John Julius Norwich

## O
- Dimitri Obolensky
- Nikolaos Oikonomides
- Georg Ostrogorsky

## P
- Agostino Pertusi
- Mihailo Popovic

## R
- Steven Runciman

## S
- Linda Safran
- Gustave Schlumberger
- Ihor Sevcenko
- Paul Stephenson

## T
- Orest Tafrali
- Mary-Alice Talbot
- Nicolae-Șerban Tanașoca
- Tudor Teoteoi
- Warren Treadgold

## V
- Alexander Vasiliev
- Speros Vryonis

## W
- Mark Whittow

## Z
- Dionysios Zakythinos